# Henschel-BBC DE 2500
DE 2500 je typové označení tří zkušebních lokomotiv firmy Henschel, jejichž elektrickou část vyprojektovala a dodala švýcarská BBC. V době svého nasazení u DB byly označeny řadou 202. Jejich výjimečnost tehdy spočívala v použití asynchronních trakčních motorů napájených z polovodičových měničů. Také pojezd lokomotiv zahrnoval několik inovativních prvků, které se staly základem konstrukce moderních vozidel, včetně vysokorychlostních.

## Vznik a vývoj
Na rozdíl od většiny železničních společností ve světě se v poválečném vývoji motorových lokomotiv pro DB prosadil hydraulický přenos výkonu. Poté, co firma Henschel představila v roce 1962 lokomotivu V 320.001 o výkonu 2x 1900 PS s maximální rychlostí 160 km/h, vytvořily DB program zvýšení rychlosti na neelektrifikovaných tratích až na 160 km/h. Pro dopravu až 300 t těžkých vlaků osobní dopravy sestavených z vozů napájených z hnacího vozidla byla V 320 příliš slabá, stejně tak pro uvažované rychlé nákladní vlaky o hmotnosti přes 500 t. Ústřední drážní úřad (Bahnzentralamt-BZA) v Mnichově proto 4. července 1969 objednal u firem Krauss-Maffei, MaK, Henschel a BBC ve spolupráci s Heschelem vyhotovení projektu dieselové lokomotivy s výkonem 5000 PS s hydraulickým nebo elektrickým přenosem výkonu. Termín byl stanoven na 30. října 1969. Projekt představený firmami BBC a Henschel vzbudil pozornost tehdy zcela nekonvenčním použitím asynchronních trakčních motorů napájených z polovodičového měniče stejně jako nekonvenční konstrukcí podvozků. Jelikož ale tou dobou běžely dodávky lokomotiv řady V 160 a byly v plánu výroby dalších sérií, DB tento projekt odložily. Přesto se obě firmy daly do stavby prototypu na vlastní náklady.
Celkem vznikly tři stroje. V červnu 1970 byla dokončena 202 002, v roce 1973 pak další dva stroje – 202 003 a 004.

## Konstrukce

### Mechanická část
Lokomotiva je skříňového typu. Příčný profil skříně je menší, než u běžných evropských lokomotiv, aby lokomotiva mohla být bez zásadních změn nasazena i na úzkorozchodných drahách v Africe, jižní Americe nebo jihovýchodní Asii. Skříň je neobvykle dlouhá, což umožnilo umístění nádrže s kapacitou 4 t nafty mezi podvozky, a to i s třínápravovými podvozky. Zvláštností jsou čelníky tvořené samostatnou konstrukcí přivařenou k čelu rámu lokomotivy přibližně v úrovni bočních oken. To umožňuje úpravu lokomotivy pro montáž středního nárazníku nebo samočinného spřáhla. Skříň je hladká, bez prolisů, s žaluziemi v celé délce obou bočnic strojovny. Čela kabin strojvedoucího jsou hladká, mírně zaoblená a pod širokým, jednodílným oknem zalomená. Rám lokomotivy umožňuje bez zásadních změn použití dvou- i třínápravových podvozků.
Podvozky mají jednoduchý rám obdélníkového tvaru z přímých skříňových nosníků a jedním nebo dvěma příčníky. Primární i sekundární vypružení tvoří vinuté pružiny flexi-coil. Vedení dvojkolí zajišťují ojničky, u každé ložiskové skříně jedna. K přenosu podélných sil mezi podvozkem a skříní slouží mohutná ojnice směrem ke středu lokomotivy. Příčné síly zachytávají pouze svislé pružiny primárního i sekundárního vypružení.
Asynchronní trakční motory s kotvou nakrátko jsou uložené tlapově. Byla vyzkoušena jak kluzná, tak i valivá ložiska. Motory byly vyvinuté i ve zkrácené verzi (o 330 mm) pro úzkorozchodné podvozky.
Motor, generátor a ventilátor chlazení generátoru a trakčních motorů jsou uspořádány do jednoho celku. Generátor i ventilátor mají pouze jedno ložisko, jsou přes přírubu spojeny se sousedním strojem a druhý konec hřídele je napojen na klikový hřídel, resp. hřídel generátoru. Všechna pomocná zařízení dieselového motoru – chladič s ventilátorem, chladič oleje, filtry, čerpadla oleje i chladicí kapaliny, zařízení pro temperování motoru, palivové čerpadlo a další součásti jsou zabudovány do jednoho montážního celku, který je poháněn mechanicky spalovacím motorem. Tento blok je umístěn na straně stanoviště 2 a je sestaven mimo lokomotivu.
Za generátorem a ventilátorem je dále připojen dynamostartér a kompresor. Dále směrem ke stanovišti 1 následují za sebou dvě skříně trakčního střídače, mezi něž je vtěsnán brzdový odporník s ventilátorem. Řídicí obvody už jsou umístěny na stanovišti u příčky oddělující strojovnu. Dobíječ, Indusi a střídač vlakového topení jsou ve skříních z obou stran příčky stanoviště 2. Startovací baterie je umístěna v prostoru nádrže pod rámem.
Stanoviště strojvedoucího je na pravé straně. V pultě jsou umístěné jen ovladače a ukazatele, které strojvedoucí potřebuje bezprostředně k ovládání lokomotivy. Místo slovních popisů byly zvoleny piktogramy.

### Elektrická část
Osmipólový synchronní generátor o jmenovitém výkonu 1 800 kW je přírubou spojen se spalovacím motorem. Jeho hřídel má pouze jedno ložisko, na straně motoru je přes ocelovou membránovou spojku spojena s klikovým hřídelem. Pracovní otáčky jsou 600 – 1500 min−1, frekvence 40 – 100 Hz, hmotnost 2 400 kg, buzení bezkroužkové.
Na generátor je připojený diodový můstkový usměrňovač. Stejnosměrný meziobvod pracoval s napětím 1 200 V, které bylo záhy zvýšeno na 1 300 V. Tyristorový trakční střídač tvoří čtyři samostatné sekce a každá sekce je složena ze tří částí pro jednotlivé fáze. Střídač pracuje s konstantní řídicí frekvencí, reguluje se šířka pulsů. Výstupní frekvence je 0,1 - 125 Hz. Výstupy všech čtyř sekcí jsou paralelně propojeny.
Čtyřpólové asynchronní trakční motory s kotvou nakrátko jsou spojeny paralelně. Pro standardní rozchod se jedná o typ QD 335 N4 o výkonu 375 kW, se jmenovitým napětím 1 000 V, maximálními otáčkami 3 700 min−1, o průměru 660 mm a délce hřídele 1187 mm s hmotností 1 800 kg. Pro úzký rozchod byly vyvinuty motory QD 335 S4 o výkonu 250 kW, hmotnosti 1 100 kg a délce hřídele 857 kg. Konstrukce obou variant byla v maximální míře shodná.
Brzdový odporník byl připojován stykačem ke stejnosměrnému meziobvodu. Jeho výkon byl 1 800 kW a brzdná síla byla omezena na 180 kN.
Ventilátory jsou napájené ze střídačů stejně jako kabel vlakového topení s napětím 1 000 V 16 2/3 Hz. Tuto frekvenci bylo případně možné změnit na 22 nebo 50 Hz.
Z výroby byla každá lokomotiva opatřena jiným nátěrem, což dalo vzniknout i jejich přezdívkám:
- Bílá 202 002 – Weisser Riese (bílý obr, jinak též značka pracího prášku známého tehdy z masivní reklamy)
- Červenooranžová 202 003 – Rote Ochse (červený vůl, časté označení hostinců v Německu)
- Modrá 202 004 – Blaue Bock (modrý kozel – podle populárního show Hesenské televize)

## Provoz

### 202 002
Firma Henschel se sídlem v Kasselu dokončila lokomotivu 202 002 v červnu 1970. Při zkušební jízdě 30. června došlo po 60 km k poškození motoru a musela být odtažena k opravě. Až 16. prosince téhož roku pak odtáhla svůj první vlak z Kasselu do stanice Mannheim-Käfertal, poblíž které byl závod dodavatele elektrické části – firmy BBC. Počátkem roku 1971 začala být lokomotiva nasazována na traťové výkony. V květnu byla vystavena na hannoverském veletrhu a v říjnu vezla zvláštní vlak pro účastníky kongresu „Elektrische Bahnen“ z Mnichova do Augsburgu. Od 1. února byla pronajata DB a ty ji přidělily do depa Mannheim. Zde byla nasazována především na trase Mannheim – Heilbronn do čela nákladních vlaků s plánovanou hmotností 1 300 t místo plánované řady 140. Po těžkém poškození generátoru byla 18. července 1973 vrácena výrobci.
Z lokomotivy byl odstraněn spalovací motor a generátor a byla trvale spojena s řídicím vozem BDnrzf740 60 80 99-33 001-1, který byl vybaven sběračem a transformátorem. V listopadu 1974 byla přestavba dokončena a po prvních zkouškách na mannheimském seřaďovacím nádraží byla tato jednotka počátkem prosince zkušebně nasazena na nákladní vlaky do Heidelbergu a Karlsruhe.
Počátkem února 1975 byla znovu zkoušena v oblasti Mannheimu a Ludwigshafenu. Ve dnech 8.-15. února byly ve Švýcarsku podniknuty zkušební jízdy za účelem ověření chodových vlastností podvozků a poté se 19. února vrátila lokomotiva do Kasselu k další přestavbě.

#### 1600P NS
Přestavbou vznikla stejnosměrná lokomotiva pro napájecí soustavu 1 500 V s uspořádáním (1A1)’3’, tedy s jediným trakčním motorem. Poté, co byla k 15. červnu 1977 úředně vyřazena ze stavu DB, byla 7. července jako nečinná přetažena lokomotivou 202 003 do Holandska. Zde se obě lokomotivy podrobily intenzivním zkouškám. K 31. prosinci 1979 byla 202 002 vrácena firmě Thyssen-Henschel, obdržela původní bílý nátěr a označení a na jaře 1985 byla vystavena jako pomník v podnikovém muzeu. Ze strojovny bylo odstraněno veškeré zařízení a slouží jako netypická konferenční místnost.

### 202 003 a 202 004
Lokomotiva 202 003 byla převzata DB 6. července 1973 a přidělena taktéž k depu Mannheim. 202 004 ji následovala 19. září. Obě lokomotivy byly intenzivně zkoušeny v oblasti Mannheimu. Od 4. září 1974 byl oběma lokomotivám stanoven vlastní oběh. Od počátku října do poloviny listopadu 1974 byly obě lokomotivy poskytnuty BZA Minden a v rámci zkoušek byly nasazovány na tratích Emden – Rheine – Münster a Bremen – Osnabrück – Recklinghausen a nakonec ve druhé polovině listopadu na severním obchvatu Mnichova. Poté byly vráceny do běžného provozu, během kterého byly prováděny ještě některé zkoušky.
Dne 7. července byla lokomotiva spolu s výše uvedenou 1600P převezena ke zkouškám u Nizozemských železnic. Začátkem listopadu byly s 202 004 provedeny zkušební jízdy rychlostí 160 km/h na dánských železnicích. Ještě v listopadu se 202 003 i 004 vrátily zpět do Mannheimu a byly nasazeny do dvoudenního oběhu. První den obsahoval vlaky osobní dopravy, druhý den nákladní vlaky. Koncem září 1978 byly ve stanici Beddingen provedeny s oběma lokomotivami zkoušky rozjezdu s vlakem o hmotnosti 5 000 t. Obě lokomotivy byly velmi spolehlivé, s 11,5 hodinami průměrného denního využití patřily ke špičce hnacích vozidel DB. Přesto se od léta 1980 objevovaly v plánovaném oběhu jen zřídka.

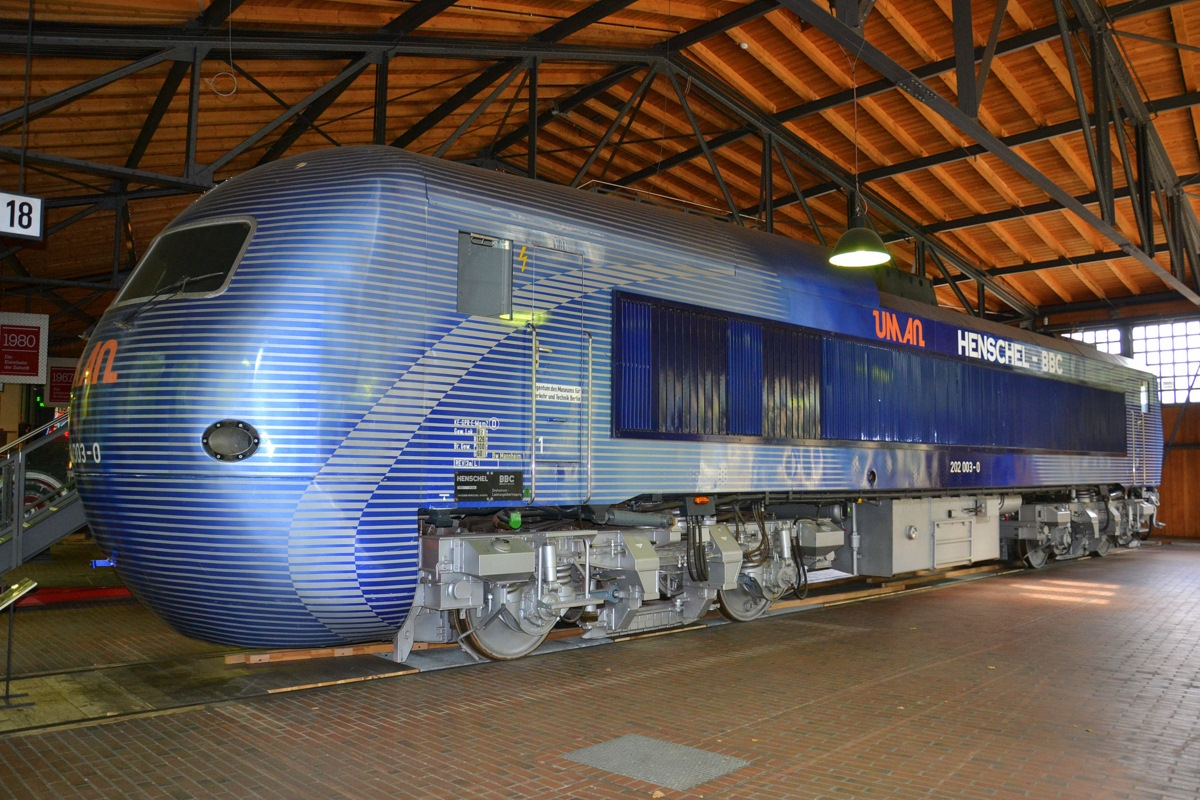
202 203 ve vysokorychlostní podobě v berlínském technickém muzeu

#### Rekonstrukce 202 003
Na jaře 1982 byla využita 202 003 pro zkoušky některých komponent pro vysokorychlostní vozidla. Nejvýraznější změnou bylo nové, aerodynamické čelo s dřevěnou konstrukcí a čelními skly lokomotiv řady 103. K tomu obdržela výrazný nátěr v kombinaci tmavomodré a stříbrné, stříbrné plochy působily dojmem vlnitého plechu. Další výraznou změnou byly podvozky koncepce Umkopplung der Antriebmassen (odpojení hmot pohonu), ve zkratce UM AN. Trakční motory byly uloženy na podvozku kluzně v příčném směru a podle rychlosti, a tedy i poloměrů oblouků se mechanicky vázaly ke skříni nebo k rámu podvozku. Svázání se skříní mělo snížit moment setrvačnosti podvozku vůči svislé ose a přispět tak ke stabilitě chodu při vysokých rychlostech, vazba na rám podvozku zase omezila nutný zdvih propojovacího hřídele při velkém natočení podvozku vůči skříni. (Francouzská firma Alsthom vyřešila tento problém u nejstarších jednotek TGV zavěšením motorů pod skříň a hřídelem s dlouhým zdvihem – tzv. Tripod). V říjnu a listopadu absolvovala lokomotiva zkušební jízdy rychlostí 250 km/h v úseku Brackwede-Neubeckum trati Hamm-Minden. Na zkušebním stavu AW Minden dosáhla dokonce rychlosti 350 km/h. Koncepce UM AN byla využita u prototypové jednotky ICE, u sériového provedení byl pohon zjednodušen.
Počátkem roku 1983 bylo oplášťování čela sejmuto a lokomotiva se vrátila do běžného provozu.

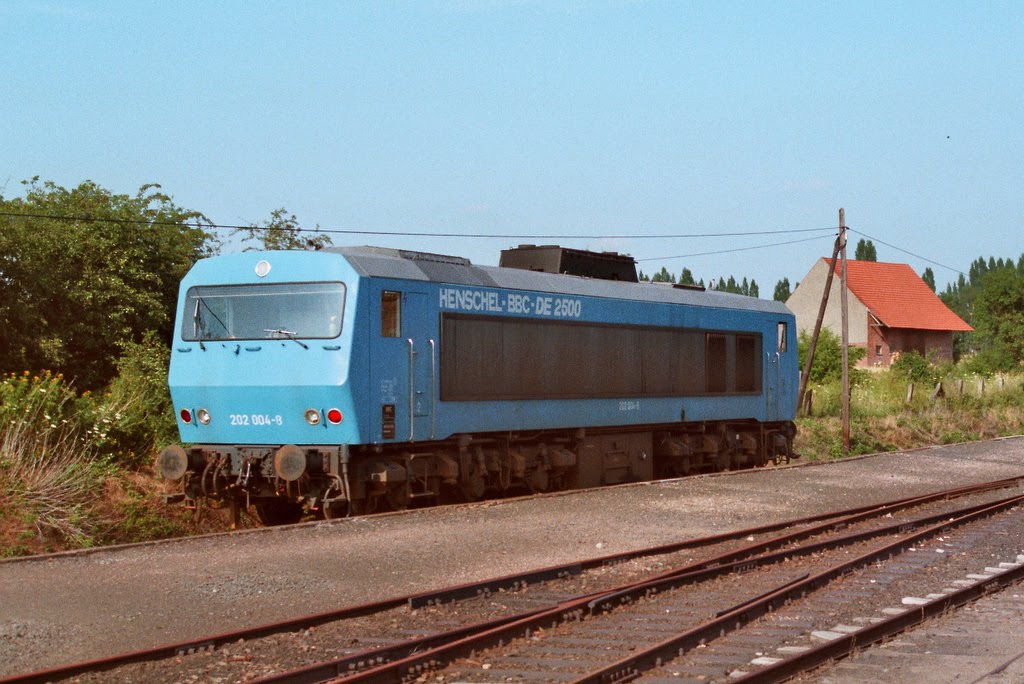
202 004 v létě 1985 v provozu u Hersfelder Eisenbahn

#### Konec provozu
V létě 1983 měly ještě obě lokomotivy plánovaný oběh. V říjnu téhož roku vrátily DB 202 004. Ta byla ještě v létě 1985 nasazena několik týdnů v pronájmu u Hersfelder Eisenbahn. V roce 1991 byla předána dnešnímu technickému muzeu (Technoseum) v Mannheimu, kde je k vidění dodnes.
Mezitím obdržela 202 003 podvozky určené pro jednotku ICE, která již byla ve stavbě, a byla koncem roku 1984 pronajata depu Kaiserslautern k nasazení v rychlíkové dopravě. Po skončení pronájmu byla 30. června 1985 vrácena firmě Henschel, ta jí vrátila aerodynamické čelo a předala nově vzniklému Muzeu dopravy a techniky, nyní Německému technickému muzeu v Berlíně.